# NGC 7274
NGC 7274 је елиптична галаксија у сазвежђу Гуштер која се налази на NGC листи објеката дубоког неба.
Деклинација објекта је + 36° 7' 35" а ректасцензија 22h 24m 11,0s. Привидна величина (магнитуда) објекта NGC 7274 износи 13,3 а фотографска магнитуда 14,3. NGC 7274 је још познат и под ознакама UGC 12026, MCG 6-49-13, CGCG 514-26, NPM1G +35.0458, PGC 68770.